# Karma (jeu vidéo)
Pour les articles homonymes, voir Karma (homonymie).
Karma est un jeu de rôle sur ordinateur, édité par Loriciels en 1987. Il reprend le moteur de jeu de Tera, sorti l'année précédente.